# جبابرة الميناء (فلم)
جبابرة الميناء هو فيلم دراما مصري من إخراج يحيى العلمي وبطولة فاروق الفيشاوي، ليلى علوي، حسين الشربيني، محمود الجندي وأحمد راتب.

## نبذة
تدور أحداث الفلم في إطار درامي مشوق حول المهندس (جلال) الذي يعود من الخارج للعمل مع والده الحاج (رضوان) ، ليجد أن تغيرات كثيرة قد حدثت ببلدته (السويس) ، فيجد أن (عباس بيه) قد أصبح المسيطر تقريبا على المينا ، ويجد حبيبته (نادية) قد أصبحت راقصة بأحد الملاهي الليلية التي يمتلكها (عباس بيه) ، كما يجد أن هناك خلافات كثيرة بين والده الحاج (رضوان) وبين (عباس بيه) الذي يتاجر في تجارة مشبوهة ، وتتوالى الأحداث ، ويموت الحاج (رضوان) مقتولا ، وعندما يتأكد (جلال) أن (عباس) وراء قتل والده يقرر الانتقام منه .

## طاقم العمل
- فاروق الفيشاوي بدور جلال
- ليلى علوي بدور نادية
- حسين الشربيني بدور عباس بيه

## وصلات خارجية
- جبابرة الميناء على موقع الدهليز
- جبابرة الميناء على موقع قاعدة بيانات الأفلام العربية